# ده زیر (بختگان)
ده زیر، روستایی در دهستان آباده طشک بخش مرکزی شهرستان بختگان در استان فارس ایران است.

## جمعیت
بر پایه سرشماری عمومی نفوس و مسکن در سال ۱۳۹۵، جمعیت این روستا برابر با ۵۵۳ نفر (۱۷۸ خانوار) بوده است.